# ナウム・シュタルクマン
ナウム・ルヴォヴィチ・シュタルクマン（Наум Львович Штаркман, Naum Lvovich ShtarkmanまたはStarkmann', 1927年9月28日 ジトミール - 2006年7月19日 モスクワ）はウクライナ出身のロシアのピアニスト。

## 経歴
1927年、ジトミル生まれ。11歳でメンデルスゾーンの協奏曲第1番を弾くような少年であった。1944年よりモスクワ音楽院のピアノ教師であったコンスタンチン・イグムノフについて学ぶ。1948年に同音楽院を卒業。 第5回ショパン国際ピアノコンクールにて5位入賞。チャイコフスキー国際コンクールでは、初版を用いた演奏で銅賞を獲得した。第1回ヴィアンナ・ダ・モッタ国際コンクールでも受賞している。
国際的な輝かしい受賞歴にもかかわらず、ソ連時代は数十年にわたって国内でのみの演奏活動に制約されていた。ソビエト連邦の崩壊後は録音活動を積極的に行い、ロシア・ピアノ楽派の古きよき伝統を現代に伝えてきた。晩年においてもほとんど衰えの見られない演奏技巧で、ショパンの《ピアノ協奏曲 第1番》の室内楽伴奏版などを録音している。
モスクワ音楽院とグネーシン音楽大学の双方で教授を務めた。